# Банні Бранінг
Банні Бранінг (англ. Bunny Bruning; нар. 5 вересня 1957) — колишня американська тенісистка.
Найвищим досягненням на турнірах Великого шолома було 2 коло в одиночному та парному розрядах.

## Фінали Туру WTA

### Парний розряд (0–2)
| Результат | Ранг | Дата                         | Турнір              | Покриття | Партнерка      | Суперниці                    | Рахунок       |
| --------- | ---- | ---------------------------- | ------------------- | -------- | -------------- | ---------------------------- | ------------- |
| Поразка   | 1.   | Internazionali d'Italia 1977 | Мастерс Рим, Італія | Ґрунт    | Шерон Волш     | Брігітт Куйперс Маріс Крюгер | 6–3, 5–7, 2–6 |
| Поразка   | 2.   | Вер 1979                     | Піттсбург, США      | Тверде   | Джейн Страттон | Сью Баркер Кенді Рейнолдс    | 3–6, 2–6      |